# John Pérez
John Pérez, né le 28 septembre 1969[Où ?], est un syndicaliste et homme politique américain membre du Parti démocrate. Il est le 68e président de l'Assemblée de l'État de Californie, en fonction du 1er mars 2010 au 12 mai 2014.

## Biographie
Pérez grandit à Los Angeles dans les quartiers d'El Sereno et d'Highland Park. Il fait ses études à l'université de Californie à Berkeley mais quitte l'université sans diplôme après sa troisième année. Il travaille pendant plusieurs années comme conseiller politique du syndicat United Food and Commercial Workers, un syndicat qui défend les droits des personnes travaillant dans les supermarchés, dans le comté d'Orange. Il est ensuite nommé par Antonio Villaraigosa, son cousin, au conseil d'administration de la Los Angeles Community Redevelopment Agency.
Pérez démissionne de son poste à la LACRA pour se présenter à l'élection à l'Assemblée de Californie de novembre 2008 dans le 46e district, un siège laissé libre par Fabian Núñez. Les deux principaux candidats démocrates à l'investiture abandonnent la course après des interventions de Villaraigosa, Nuñez et Durazo, trois des plus importantes personnalités politiques de Los Angeles. Pérez remporte facilement la primaire démocrate en juin, puis l'élection en novembre face au républicain Manny Aldana, Jr. (84,89 % contre 15,11 %).
Le 7 janvier 2010, Pérez est élu speaker de l'Assemblée de l'État de Californie par 48 voix contre 26.
En 2011, la commission de découpage électoral de Californie décide que la plupart des quartiers du 46e district sont attribués au 53e district. Pérez change donc de district et est réélu en 2012 avec 82,8 % des voix. Pérez est réélu président en 2010 et 2012. Atteint par la limite du nombre de mandats, il est remplacé par la démocrate Toni Atkins en mai 2014. Il quitte également l'Assemblée à cette occasion.
Il se présente en 2014 au poste d'auditeur de l'État mais finit troisième de la primaire ; Betty Yee remporte le scrutin. Deux ans plus tard, il annonce sa candidature pour remplacer à la Chambre des représentants des États-Unis Xavier Becerra, nommé procureur général de Californie. Il quitte la campagne en décembre 2016, avant l'élection de juin 2017, citant des problèmes médicaux comme raison de son retrait.